# Josef Svatopluk Machar
Josef Svatopluk Machar (Kolín, 29 febbraio 1864 – Praga, 17 marzo 1942) è stato un poeta e saggista ceco, pioniere del realismo poetico ceco.

## Biografia

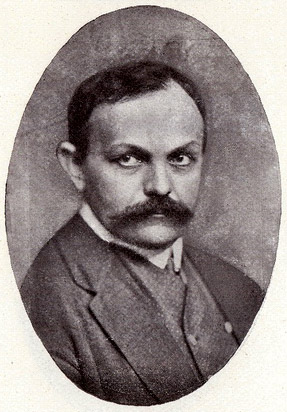
Josef Svatopluk Machar

Dopo la scuola secondaria, Machar ha iniziato a studiare legge a Praga ed è stato volontario per entrare nell'esercito per seguire la carriera militare da ufficiale.
Tuttavia, presto lasciò l'esercito e nel 1889 andò a Vienna, per lavorare in banca, dove rimase fino alla fine della prima guerra mondiale.
Tornato in patria, fu ispettore dell'esercito ed effettuò attività pubblicistica.
Machar divenne il fondatore e portavoce della České moderny (Modernismo della repubblica), il cui manifesto è stato pubblicato nel 1895. Questo gruppo letterario criticò la vecchia generazione, e sostenne la libertà dell'individuo e delle sue opere.
Nel 1913-1915 Machar divenne un candidato per il Premio Nobel per la letteratura.
Nel 1916 Machar fu incarcerato per un breve periodo, a causa del suo coinvolgimento nella resistenza.
Machar esordì nella letteratura aderendo al Romanticismo e le sue prime raccolte, Confiteor I, II, III (Confessione, 1887),  si caratterizzarono per una profondo pessimismo causato da delusioni amorose.
I primi drammi come Zde by měly kvést růže... (Qui dovrebbero fiorire delle rose..., 1894) e il romanzo in versi Magdalena (1894) si incentrarono sui tragici destini delle donne, umiliate dalle convenzioni sociali.
Machar si dedicò ancora alla lirica nei primi anni del XX secolo con le raccolte Výlet na Krym (Gita in Crimea, 1900) e Vteřiny (Secondi, 1905).
Gli interessi dello scrittore si erano intanto focalizzati sulla politica e con uno stile realistico, approfondendo i problemi della società borghese, della sua moralità ipocrita e le loro cause, denunciò le miseria della patria ma anche il patriottismo e il clericalismo, nel Tristium Vindobona (1893), dove affiora anche la nostalgia della patria lontana, dato che lo scrittore si trovava a Vienna.
Un pamphlet dedicato ai rappresentanti dell'arretrata società ceca fu Boží bojovníci (I combattenti di Dio, 1897), seguito da Golgatha (Golgota, 1901) e Satiricon (1904), con cui partecipò ironicamente alle polemiche letterarie contemporanee.
Dopo di che si impegnò con un ciclo di nove raccolte incentrate su una particolare e originale storia dell'umanità: l'epoca antica fu descritta in V záři hellenského slunce (Allo splendore del sole ellenico, 1906) e in Jed z Judey (Il veleno della Giudea, 1906); l'età medievale fu trattata in Barbaři (I barbari, 1911), Pohanské plameny (Fiamme pagane, 1911), Apoštolové (Gli apostoli, 1911); la Rivoluzione francese fu l'argomento principale di Oni (Essi, 1921), e On (Egli, 1921); ai tempi moderni dedicò Krůčky dějin (Passetti di storia, 1926) e Kam to spěje? (Dove va a finire?, 1926).L'intero ciclo si basò sulla convinzione che l'epoca migliore risultò quella classica, che venne danneggiata dall'avvento del cristianesimo, che condusse ad un lento declino e alla barbarie medievale, e solamente la Rivoluzione francese donò nuovamente elementi di positività all'umanità.
Le ultime opere di Machar si dimostrarono sempre intrise di studi storici collegati con la realtà problematica dei suoi tempi, come evidenziarono Tristium Praga (1926), Filmy (Film , 1934), Rozmary (Caprici, 1937).

## Opere principali

### Poesie

#### Satira politica
- Boží bojovníci (I combattenti di Dio, 1897);
- Satiricon (1904).

#### Epica storica
- Golgatha (Golgota, 1901);
- V záři hellenského slunce (Allo splendore del sole ellenico, 1906);
- Jed z Judey (Il veleno della Giudea, 1906);
- Barbaři (I barbari, 1911);
- Pohanské plameny (Fiamme pagane, 1911);
- Apoštolové (Gli apostoli, 1911);
- Oni (Essi, 1921);
- On (Egli, 1921);
- Krůčky dějin (Passetti di storia, 1926);
- Kam to spěje? (Dove va a finire?, 1926).

#### Lirica intimistica
- Confiteor I (1887);
- Confiteor II (1889);
- Confiteor III (1892);
- Letní sonety (Sonetti estivi, 1903);
- Podzimní sonety (Sonetti autunnali, 1903);
- Zimní sonety (Sonetti invernali, 1903);
- Jarní sonety (Sonetti primaverili, 1903).

#### Lirica politica
- Tristium Praga (1926);
- Filmy (Film , 1934);
- Rozmary (Caprici, 1937).

### Prosa
- Magdalena (1894);
- Stará prosa (Prosa antica, 1903);
- Hrst beletrie (Una manciata di finzione, 1905);
- Řím (Roma, 1907);
- Kriminál (Criminale, 1918);
- Nemocnice (Ospedale, 1914);
- Pod sluncem italským (Sotto il sole italiano, 1918).